# دیوید سیلورمن (فعال)
دیوید سیلورمن (به انگلیسی: David Silverman) (متولد ۱۹۶۶) رئیس فعلی خداناباوران آمریکایی است، سازمانی ناسودبر که از حقوق بی‌خدایان دفاع می‌کند، و از تبلیغات دینی که دولتی تفسیر شوند جلوگیری می‌کند.

## زندگی‌نامه
دیو سیلورمن یک فعال اجتماعی اهل ماربلهد، ماساچوست است. او از به چالش کشیدن عمومی دین از زمان دبیرستانش مشهور شد، و در مصاحبه‌ها اعلام کرده از ۶ سالگی بی‌خدا بوده‌است. او مدرک کارشناسی خود را در رشته علوم کامپیوتر از دانشگاه برندایس، و ام‌بی‌ای بازاریابی را از دانشگاه ایالتی پن دریافت کرد. سیلورمن یک مخترع است و ۷۴ ابداع خود را ثبت کرده‌است. وی مقاله‌هایی برای Inventors digest نوشته‌است. او نزدیک دو دهه با ناشر هیلدی سیلورمن ازدواج کرده، و این زوج یک دختر نوجوان دارند.